# 羅登 (伊利諾伊州)
羅登（英語：Rodden）是位於美國伊利諾伊州喬戴維斯縣的一個非建制地區。該地的面積和人口皆未知。

## 地理
羅登的座標為42°19′41″N 90°19′13″W / 42.32806°N 90.32028°W，而該地的平均海拔高度為204米（即669英尺）。